# Muzea w województwie wielkopolskim
Muzea województwa wielkopolskiego – spis muzeów, mających siedzibę na terenie województwa wielkopolskiego, podzielony według tematyki ekspozycji.
Wymienione placówki są prowadzone przez jednostki samorządu terytorialnego (województwo, powiat, gmina (miasto)), osoby prawne, kościoły i związki wyznaniowe, szkoły (uczelnie), a także przez osoby prywatne.
| Typ muzeum                                     | Placówki |
| ---------------------------------------------- | --- |
| Muzea archeologiczne i historyczne             | - Brama Poznania ICHOT - Gród Pobiedziska - Krypta Zasłużonych Wielkopolan w Poznaniu - Makieta Dawnego Poznania - Muzeum Archeologiczne w Biskupinie - Muzeum Archeologiczne w Poznaniu - Rezerwat Archeologiczny Genius Loci - Muzeum Narodowe w Poznaniu - Muzeum Pierwszych Piastów na Lednicy - Oddział Rezerwat Archeologiczny – Gród w Grzybowie - Muzeum Początków Państwa Polskiego w Gnieźnie - Muzeum Powstańców Wielkopolskich w Lusowie - Regionalna Izba Spółdzielczości Bankowej w Kołaczkowie - Rezerwat Archeologiczny w Gieczu - Rezerwat Archeologiczny w Kaliszu Zawodziu (oddział Muzeum Okręgowego Ziemi Kaliskiej w Kaliszu) - Skansen Archeologiczny w Mrówkach (oddział Muzeum Okręgowego w Koninie) - Wielkopolskie Muzeum Walk Niepodległościowych w Poznaniu - Muzeum Martyrologii Wielkopolan w Poznaniu - Muzeum Powstania Poznańskiego – Czerwiec 1956 - Muzeum Powstania Wielkopolskiego 1918–1919 w Poznaniu - Prezydencki schron przeciwatomowy w Poznaniu - Muzeum Martyrologiczne w Żabikowie - Muzeum byłego Obozu Zagłady w Chełmnie nad Nerem |
| Muzea biograficzne                             | - Dworek Marii Dąbrowskiej w Russowie (oddział Muzeum Okręgowego Ziemi Kaliskiej w Kaliszu) - Gabinet Krzysztofa Skubiszewskiego w Poznaniu - Izba Pamięci Adama Mickiewicza w Budziszewku - Izba Pamięci Jerzego Pertka w Poznaniu (oddział Biblioteki Raczyńskich w Poznaniu) - Izba Pamięci Józefa Wybickiego w Parkowie - Izba Pamięci Władysława Reymonta w Kołaczkowie - Mieszkanie-Pracownia Kazimiery Iłłakowiczówny w Poznaniu (oddział Biblioteki Raczyńskich w Poznaniu)> - Muzeum Adama Mickiewicza w Śmiełowie (oddział Muzeum Narodowego w Poznaniu) - Muzeum bł. Edmunda Bojanowskiego w Grabonogu - Muzeum Literackie Henryka Sienkiewicza w Poznaniu (oddział Biblioteki Raczyńskich w Poznaniu) - Muzeum Roberta Kocha w Wolsztynie (oddział Muzeum Regionalnego w Wolsztynie) - Pracownia-Muzeum Józefa Ignacego Kraszewskiego w Poznaniu (oddział Biblioteki Raczyńskich w Poznaniu) - Salon Muzyczny im. Fryderyka Chopina w Antoninie (oddział Muzeum Okręgowego Ziemi Kaliskiej w Kaliszu) - Salon Muzyczny-Muzeum Feliksa Nowowiejskiego w Poznaniu |
| Muzea etnograficzne oraz skanseny              | - Muzeum Bambrów Poznańskich - Muzeum Etnograficzne w Poznaniu (oddział Muzeum Narodowego w Poznaniu) - Muzeum Kultury Ludowej w Osieku nad Notecią (oddział Muzeum Okręgowego w Pile) - Skansen Budownictwa Ludowego Zachodniej Wielkopolski w Wolsztynie (oddział Muzeum Regionalnego w Wolsztynie) - Skansen Etnograficzny w Gosławicach (oddział Muzeum Okręgowego w Koninie) - Skansen Etnograficzny w Russowie (oddział Muzeum Okręgowego Ziemi Kaliskiej w Kaliszu) - Wielkopolski Park Etnograficzny w Dziekanowicach (oddział Muzeum Pierwszych Piastów na Lednicy) |
| Muzea przyrodnicze, geologiczne i geograficzne | - Lapidarium UAM w Poznaniu - Muzeum Leśnictwa w Gołuchowie - Muzeum Przyrodnicze Wielkopolskiego Parku Narodowego w Jeziorach - Muzeum Przyrodniczo-Łowieckie w Uzarzewie (oddział Muzeum Narodowego Rolnictwa i Przemysłu Rolno-Spożywczego w Szreniawie) - Muzeum Wiedzy o Środowisku w Poznaniu - Muzeum Ziemi Wydziału Nauk Geograficznych i Geologicznych UAM w Poznaniu - Park Grzybowy w Piłce - Park Ryb Słodkowodnych w Trzciance - Zbiory przyrodnicze Wydziału Biologii UAM w Poznaniu |
| Muzea regionalne i miejskie                    | - Izba Regionalna Ziemi Goślińskiej w Murowanej Goślinie - Muzeum Miasta Ostrowa Wielkopolskiego - Muzeum Miasta Turku im. Józefa Mehoffera - Muzeum Okręgowe im. Stanisława Staszica w Pile - Muzeum Okręgowe w Koninie - Muzeum Okręgowe w Lesznie - Muzeum Okręgowe Ziemi Kaliskiej w Kaliszu] - Muzeum Regionalne im. Hieronima Ławniczaka w Krotoszynie - Muzeum Regionalne im. Wojciechy Dutkiewicz w Rogoźnie - Muzeum Regionalne w Jarocinie - Muzeum Regionalne w Kościanie - Muzeum Regionalne w Międzychodzie - Muzeum Regionalne w Mikstacie - Muzeum Regionalne w Odolanowie - Muzeum Regionalne w Pleszewie - Muzeum Regionalne w Przedeczu - Muzeum Regionalne w Słupcy - Muzeum Regionalne w Stęszewie - Muzeum Regionalne w Wągrowcu - Muzeum Regionalne w Wolsztynie - Muzeum Regionalne im. Dzieci Wrzesińskich we Wrześni - Muzeum Regionalne Ziemi Sulmierzyckiej w Sulmierzycach - Muzeum Śremskie w Śremie - Muzeum w Gostyniu - Muzeum Zamek Opalińskich w Sierakowie - Muzeum Ziemi Czarnkowskiej w Czarnkowie - Muzeum Ziemi Grodziskiej w Grodzisku Wielkopolskim - Muzeum Ziemi Jutrosińskiej w Jutrosinie - Muzeum Ziemi Kępińskiej w Kępnie - Muzeum Ziemi Kobylińskiej w Kobylinie - Muzeum Ziemi Koźmińskiej w Kożminie Wielkopolskim - Muzeum Ziemi Nadnoteckiej im. Wiktora Stachowiaka w Trzciance - Muzeum Ziemi Pyzdrskiej w Pyzdrach - Muzeum Ziemi Rawickiej w Rawiczu - Muzeum Ziemi Średzkiej w Koszutach - Muzeum Ziemi Wronieckiej we Wronkach - Muzeum Ziemi Zbąszyńskiej i Regionu Kozła w Zbąszyniu - Muzeum Ziemi Złotowskiej w Złotowie |
| Muzea sakralne i religijne                     | - Muzeum Archidiecezjalne w Gnieźnie - Muzeum Archidiecezjalne w Poznaniu - Muzeum im. ks. Józefa Jarzębowskiego w Licheniu Starym - Muzeum Misyjne Misjonarzy Oblatów Maryi Niepokalanej w Obrze - Muzeum Misyjne OO. Werbistów w Chludowie |
| Muzea sztuki                                   | - Centrum Rysunku i Grafiki im. Tadeusza Kulisiewicza (oddział Muzeum Okręgowego Ziemi Kaliskiej w Kaliszu) - Galeria Malarstwa i Rzeźby Muzeum Narodowego w Poznaniu (oddział Muzeum Narodowego w Poznaniu) - Muzeum Sztuk Użytkowych w Poznaniu (oddział Muzeum Narodowego w Poznaniu) |
| Muzea oraz skanseny techniki                   | - Auto-Muzeum w Gostyniu - Izba Pamięci Oddziału Regionalnego PKP PLK SA w Poznaniu - Kopalnia Soli Kłodawa - Muzeum Akademii Medycznej im. K. Marcinkowskiego w Poznaniu - Muzeum Anestezjologii i Intensywnej Terapii w Ostrowie Wielkopolskim - Muzeum Farmacji w Poznaniu - Muzeum Gorzelnictwa w Turwi - Muzeum Historii Przemysłu w Opatówku - Muzeum Instrumentów Muzycznych w Poznaniu (oddział Muzeum Narodowego w Poznaniu) - Muzeum Katedry i Zakładu Medycyny Sądowej Uniwersytetu Medycznego w Poznaniu - Muzeum Komunikacji Miejskiej w Poznaniu - Muzeum Młynarstwa i Rolnictwa w Osiecznej - Muzeum Motoryzacji w Poznaniu - Muzeum Narodowe Rolnictwa i Przemysłu Rolno-Spożywczego w Szreniawie - Muzeum Młynarstwa i Wodnych Urządzeń Przemysłu Wiejskiego w Jaraczu - Muzeum Wikliniarstwa i Chmielarstwa w Nowym Tomyślu - Skansen i Muzeum Pszczelarstwa w Swarzędzu - Muzeum Gospodarki Mięsnej w Sielinku - Muzeum Piekarstwa w Pleszewie - Muzeum Policji w Poznaniu - Muzeum Polskich Organów Elektronicznych w Gnieźnie - Muzeum Stolarstwa i Biskupizny w Krobi - Muzeum Technik Ceramicznych w Kole - Muzeum Tyflologiczne w Owińskach - Muzeum Unitry w Poznaniu - Parowozownia Wolsztyn - Wielkopolskie Muzeum Pożarnictwa w Rakoniewicach - Zbiory Sprzętu Ratownictwa Kolejowego w Poznaniu |
| Muzea wojskowe                                 | - Muzeum Armii Poznań (oddział Wielkopolskiego Muzeum Walk Niepodległościowych w Poznaniu) - Muzeum Broni Pancernej Centrum Szkolenia Wojsk Lądowych w Poznaniu - Muzeum Garnizonu Ostrowskiego w Ostrowie Wielkopolskim - Muzeum Uzbrojenia w Poznaniu (oddział Wielkopolskiego Muzeum Walk Niepodległościowych w Poznaniu) - Wielkopolskie Muzeum Wojskowe w Poznaniu (oddział Muzeum Narodowego w Poznaniu) |
| Muzea zamkowe i pałacowe                       | - Muzeum Wnętrz Pałacowych w Lewkowie (oddział Muzeum Okręgowego Ziemi Kaliskiej w Kaliszu) - Muzeum Ziemiaństwa w Dobrzycy - Pałac w Rogalinie (oddział Muzeum Narodowego w Poznaniu) - Zamek w Gołuchowie (oddział Muzeum Narodowego w Poznaniu) - Zamek w Kórniku - Zamek w Szamotułach |
| Pozostałe muzea                                | - Muzeum Tercetu Egzotycznego w Lubiniu - Park Makiet „Mikroskala” w Koninie - Rogalowe Muzeum Poznania - Skansen miniatur w Pobiedziskach |